# Acasă TV
Acasă TV (stilizat •acasă; fost Pro 2) este un canal de televiziune comercial de nișă din România, care este dedicat publicului feminin.

## Istoric
A fost înființat pe 2 februarie 1998, deținut de Pro TV SRL, care face parte din Central European Media Enterprises (CME). Inițial acest proiect era denumit Familia TV, fiind gândit ca un canal TV de familie. La început Acasă TV difuza preponderent filme de familie, seriale TV americane și telenovele ca: Antonella, Marielena, Nimic personal, Verdict crimă, Sisters, Dragoste și putere, desene animate sub genericul Căsuța poveștilor prezentată de Achi și Ruxi: Spider-Man, Peter Pan: The Animated Series, The Spooktacular New Adventures of Casper, Back to the Future, programe de sport: campionatul Italiei, campionatul Spaniei, NBA Action, FIFA Magazin, Motor Sport Magazin, Sport Extrem, Golazo, Sport la minut, Oxigen etc. 
Primele vedete Acasă TV au fost: Simona Mihăescu (actualmente prezintă emisiuni TV culinare), Catrinel Dumitrescu, Eugenia Șerban și Cătălina Mustață. Tot la început Acasă TV organiza diverse concursuri sub denumirea Casa ta, Asta-i casa ta!, Sună acasă...!. 
O emisiune TV importantă a fost și Acasă la români, prezentată de Catrinel Dumitrescu și Emil Hossu, unde s-au remarcat Alexandru Pop „Văru' Săndel”, Șerban Georgevici „Văru' Văsălie”, Aurelian Preda, Cornelia și Lupu Rednic ș.a. De asemenea emisiunea TV De 3X femeie, prezentată de Mihaela Tatu a atins audiențe spectaculoase și nu ultimul rând poate cel mai urmărită emisiune TV de weekend a fost emisiunea Chef de chef. Emisiunea a fost prima emisiune TV dedicată exclusiv noilor genuri de muzică dar mai ales pentru manele de calitate. Acolo a cântat: Adrian Copilul Minune, Vali Vijelie, Costi Ioniță, Andra, Adi de la Vâlcea, Minodora, Trupa L.a și multi alți mari artiști. 
Alte emisiuni TV difuzate de Acasă TV: Ia-mă acasă!, prezentată de Simona Mihăescu, Ce se întâmplă doctore? / Doctorul casei, prezentată de Irina Reisler și în prezent de Anca Vereanu, Acasă la... cu Ruxandra Săraru, Spune drept!, Din viață, Autograf pentru mama, toate prezentate de Ruxandra Săraru, Salonul muzical Acasă - Lista lui Sava prezentată de Iosif Sava, Acasă la bunica, găzduită de Monica Ghiuță, Știrile de Acasă prezentate de Corina Dănilă, respectiv Petre Cătălin Fumuru. 
Cu timpul Acasă TV s-a orientat mai mult către producțiile sud-americane înregistrând audiențe record: María la del Barrio, Minciuna, Betty cea urâtă, Înger sălbatic, Locura de amor, Lanțurile iubirii, Dragostea nu moare, Sânge din sângele meu, Salomé, Prisionera, Terra Nostra, Clona, Ángela, Intrusa, Rebelde sau Îngerașul ș.a. În anul 2002, Acasă TV a început să producă minisitcomuri zilnice precum: 2+2, Dădacă la 2+1, Căsătorie de probă 1&2, semnate de scenaristul Eugen Patriche. Printre actorii din aceste minisitcomuri amintim: Alexandru Papadopol, Mirela Oprișor, Cristina Cioran, Rodica Popescu Bitănescu, Valentin Uritescu, Daniela Nane, Pavel Bartoș, Ingrid Bișu, Livia Taloi, ș.a. Începând cu anul 2004 încep să fie produse primele telenovele românești: Numai iubirea (cea mai de succes telenovelă românească), Lacrimi de iubire, Iubire ca în filme, Inimă de țigan, Regina etc. Aceste telenovele românești sunt vândute în multe alte țări. 
Acasă TV înregistra audiențe TV record clasându-se pe locurile 2-3, fiind o performanță de neegalat până în prezent pentru un canal TV de nișă transmis exclusiv prin companiile de cablu TV. Cele mai recente seriale TV românești produse pentru Acasă TV sunt Îngeri pierduți și O nouă viață, care este un spin-off desprins din serialul TV românesc de succes Pariu cu viața, difuzat de postul Pro TV.
În istoria ei a adus cele mai frumoase actrițe de telenovele din Mexic și nu numai ca de exemplu, în anul 2001 a venit pentru prima dată în România cântăreața și actrița Natalia Oreiro și cu dansul a făcut două spectacole unul la București și celălalt la Timișoara apoi în anul 2004 a venit tot pentru prima dată actrița Gabriela Spanic și cu ea a făcut un episod special pentru serialul TV Numai iubirea iar în anul 2007 a venit în România actrița Edith Gonzalez și a fost la un episod Inimă de țigan și mulți alții.
Pe 9 mai 2014 întregul departament care se ocupa de Poveștiri adevărate, Poveștiri de noapte, Cancan.ro, Dincolo de poveștiri și Doctorul casei a fost restructurat. Atunci Acasă TV difuza doar reluări (emisiuni TV) și telenovele.
De altfel noua strategie a postului Acasă TV este „concentrarea pe producții latino-americane, consolidându-și astfel poziționarea tradițională ca post TV de nișă, dedicat publicului feminin”. „Prin noua strategie, care se va implementa sub sloganul Viața e o telenovelă, Acasă e viața ta, Acasă TV și-a propus să răspundă așteptărilor publicului feminin din România, prin producții romance de succes la nivel internațional”, se arată în comunicatul de presă semnat de Lucia Antal, PR & Marketing Director Pro TV.
La data de 28 august 2017, postul Acasă TV a fost redenumit în Pro 2, într-un proces de uniformizare a branding-ului posturilor TV din portofoliul MediaPro.
La data de 22 iulie 2021, canalul TV Pro 2 a renunțat la emisiunile TV (reluări) și serialele TV românești devenind complet un post de seriale TV dramatice pentru publicul feminin. În schimb din toamnă a lansat emisiunea TV Femeia alege, prezentată de Majda Aboulumosha.
Pe data de 7 martie 2022, printr-un spot difuzat pe Pro TV, a fost anunțat că Pro 2 redevine Acasă TV, din nou ca post TV pentru femei. Schimbarea a avut loc pe 4 aprilie 2022.

## Recepție
Se poate recepționa în toate rețelele digitale de cablu și DTH din România. Din 15 aprilie 2012 va începe să emită Acasă Gold (în trecut Pro Gold), un canal TV complementar pentru Acasă TV menit să redifuzeze unele din cele mai de succes telenovele sud-americane, românești cât și europene.

## Telenovele

### Telenovele preluate
| An        | Titlu în română                    | Titlu original                             |
| --------- | ---------------------------------- | ------------------------------------------ |
| 1985      | Maria                              | María de nadie                             |
| 1989      | Misterioasa doamnă                 | La extraña dama                            |
| 1992      | Antonella                          | Antonella                                  |
| 1992      | Gina                               | Soy Gina                                   |
| 1992      | Marielena                          | Marielena                                  |
| 1992–1993 | Kassandra                          | Kassandra                                  |
| 1992–1993 | María Mercedes                     | María Mercedes                             |
| 1993      | Celeste se întoarce                | Celeste siempre Celeste                    |
| 1993–1994 | Guadalupe                          | Guadalupe                                  |
| 1993–1994 | Inimă sălbatică                    | Corazón salvaje                            |
| 1994      | Marimar                            | Marimar                                    |
| 1995–1996 | Floare de aur                      | Flor de oro                                |
| 1995–1996 | Lanțurile iubirii                  | Lazos de amor                              |
| 1995–1996 | Sărmana Maria                      | María, la del barrio                       |
| 1995–1996 | Sânge din sângele meu              | Sangue do Meu Sangue                       |
| 1996      | Iubire sfântă                      | Amor sagrado                               |
| 1996      | Micuțele doamne                    | Mujercitas                                 |
| 1996      | Ultima vară                        | El último verano                           |
| 1996–1997 | 90-60-90 fotomodele                | 90-60-90 Modelos                           |
| 1996–1997 | Dragostea nu moare                 | Te sigo amando                             |
| 1996–1997 | Luz Clarita                        | Luz Clarita                                |
| 1996–1997 | Nimic personal                     | Nada personal                              |
| 1996–1997 | Războiul pasiunilor                | O Rei do Gado                              |
| 1997      | Esmeralda                          | Esmeralda                                  |
| 1997      | Omul mării                         | Hombre de mar                              |
| 1997      | Uneori avem aripi                  | Alguna vez tendremos alas                  |
| 1997–1998 | Din toată inima                    | De corazón                                 |
| 1997–1998 | Iubire fără limite                 | Por Amor                                   |
| 1997–1998 | María Isabel                       | María Isabel                               |
| 1997–1998 | Milady                             | Milady, la historia continúa               |
| 1998      | Minciuna                           | La mentira                                 |
| 1998      | Miracolul iubirii                  | Travesuras del corazón                     |
| 1998      | Preciosa                           | Preciosa                                   |
| 1998      | Uzurpatoarea                       | La usurpadora                              |
| 1998–1999 | Amor de cățel                      | Perro amor                                 |
| 1998–1999 | Ángela                             | Ángela                                     |
| 1998–1999 | Femeia vieții mele                 | La mujer de mi vida                        |
| 1998–1999 | Înger sălbatic                     | Muñeca Brava                               |
| 1998–1999 | Luz María                          | Luz María                                  |
| 1999      | Copilul adus de mare               | El niño que vino del mar                   |
| 1999      | Dragostea învinge                  | Nunca te olvidaré                          |
| 1999      | Luisa Fernanda                     | Luisa Fernanda                             |
| 1999      | Pentru iubirea ta                  | Por tu amor                                |
| 1999      | Renzo și Adriana                   | Amor gitano                                |
| 1999      | Rosalinda                          | Rosalinda                                  |
| 1999–2000 | Femei înșelate                     | Mujeres engañadas                          |
| 1999–2000 | Mariú                              | Mariú                                      |
| 1999–2000 | Poveste de Crăciun                 | Cuento de navidad                          |
| 1999–2000 | Terra Nostra                       | Terra Nostra                               |
| 1999–2000 | Trei femei                         | Tres mujeres                               |
| 1999–2001 | Betty cea urâtă                    | Yo soy Betty, la fea                       |
| 2000      | Amor latino                        | Amor latino                                |
| 2000      | Cucerirea                          | A Muralha                                  |
| 2000      | Dragoste nebună                    | Locura de amor                             |
| 2000      | Ramona                             | Ramona                                     |
| 2000–2001 | Fiorella                           | Pobre diabla                               |
| 2000–2001 | Îmbrățișări pătimașe               | Abrázame muy fuerte                        |
| 2000–2001 | Îngerașul                          | Carita de ángel                            |
| 2000–2001 | Legături de familie                | Laços de Família                           |
| 2000–2001 | Prima dragoste                     | Primer amor, a mil por hora                |
| 2000–2001 | Rază de lumină                     | Rayito de luz                              |
| 2000–2001 | Seducție                           | Amantes de luna llena                      |
| 2001      | Dreptul la viață                   | El derecho de nacer                        |
| 2001      | Ecomoda                            | Ecomoda                                    |
| 2001      | Intrusa                            | La intrusa                                 |
| 2001      | Iubire fără de păcat               | Sin pecado concebido                       |
| 2001      | María Belén                        | María Belén                                |
| 2001      | Singură și disponibilă             | Solterita y a la orden                     |
| 2001–2002 | Clona                              | O clone                                    |
| 2001–2002 | Salomé                             | Salomé                                     |
| 2001–2002 | Secretul iubirii                   | Secreto de amor                            |
| 2001–2002 | Taina din adâncuri                 | El Manantial                               |
| 2001–2002 | Vei fi a mea, Paloma               | Cuando seas mía                            |
| 2002      | Cântec de iarnă                    | 겨울 연가 (Gyeoul yeon-ga)                 |
| 2002      | Cealaltă femeie                    | La otra                                    |
| 2002      | Îndoiala                           | La duda                                    |
| 2002      | Între iubire și ură                | Entre el amor y el odio                    |
| 2002      | Juana                              | Juana la virgen                            |
| 2002      | Kachorra, micuța impostoare        | Kachorra                                   |
| 2002      | Micuța mea mamă                    | Mi pequeña mamá                            |
| 2002      | Profu'                             | Franco Buenaventura, el profe              |
| 2002–2003 | Clase 406                          | Clase 406                                  |
| 2002–2003 | Îngerașii                          | ¡Vivan los niños!                          |
| 2002–2003 | Perla, cărările iubirii            | Las vías del amor                          |
| 2002–2003 | Pisica sălbatică                   | Gata Salvaje                               |
| 2002–2003 | Răzbunarea                         | La venganza                                |
| 2002–2003 | Valentina, grăsuța mea frumoasă    | Mi gorda bella                             |
| 2003      | Amazoana                           | Niña amada mía                             |
| 2003      | Amor real                          | Amor real                                  |
| 2003      | Căpșune cu zahăr                   | Morangos com Açúcar                        |
| 2003      | Femei îndrăgostite                 | Mulheres Apaixonadas                       |
| 2003      | Hoțul de inimi                     | Ladrón de corazones                        |
| 2003      | Jurământul                         | Pasión de gavilanes                        |
| 2003      | Șapte femei                        | A Casa das Sete Mulheres                   |
| 2003      | Totul despre Camila                | Todo sobre Camila                          |
| 2003–2004 | Celebritate                        | Celebridade                                |
| 2003–2004 | Ciocolată cu piper                 | Chocolate com Pimenta                      |
| 2003–2004 | Iubire cu două fețe                | Amor descarado                             |
| 2003–2004 | Înger rebel                        | Ángel rebelde                              |
| 2003–2004 | Îngerul nopții                     | Mariana de la noche                        |
| 2003–2004 | Luciana și Nicolas                 | Luciana y Nicolás                          |
| 2003–2004 | Ola tati                           | Olá Pai                                    |
| 2003–2004 | Suflete pereche                    | Bajo la misma piel                         |
| 2004      | Amy, fetița cu ghiozdanul albastru | Amy, la niña de la mochila azul            |
| 2004      | Culoarea păcatului                 | Da Cor do Pecado                           |
| 2004      | Dorința                            | El deseo                                   |
| 2004      | Extravaganta Anastasia             | Estrambótica Anastasia                     |
| 2004      | Iubirea mea, păcatul               | Amarte es mi pecado                        |
| 2004      | Jesus                              | Jesús, el heredero                         |
| 2004      | Prizoniera                         | Prisionera                                 |
| 2004      | Rubí                               | Rubí                                       |
| 2004      | Să iubești din nou                 | Amar otra vez                              |
| 2004–2005 | Anita                              | Anita, no te rajes                         |
| 2004–2005 | Gitanas                            | Gitanas                                    |
| 2004–2005 | Inocență furată                    | Inocente de ti                             |
| 2004–2005 | Luna                               | Luna, la heredera                          |
| 2004–2005 | Pariul iubirii                     | Apuesta por un amor                        |
| 2004–2005 | Pădurea blestemată                 | Mujer de madera                            |
| 2004–2005 | Stăpâna destinului                 | Senhora do Destino                         |
| 2004–2005 | Te voi învăța să iubești           | Te voy a enseñar a querer                  |
| 2004–2006 | Rebelde                            | Rebelde                                    |
| 2005      | Bandiții                           | Los plateados                              |
| 2005      | Iubire târzie                      | Piel de otoño                              |
| 2005      | Împotriva destinului               | Contra viento y marea                      |
| 2005      | Mama vitregă                       | La madrastra                               |
| 2005      | Micuțul Frijolito                  | Amarte así, Frijolito                      |
| 2005      | Viață nedreaptă                    | Acı Hayat                                  |
| 2005–2006 | Bărbatul visurilor mele            | Amor a palos                               |
| 2005–2006 | Belíssima                          | Belíssima                                  |
| 2005–2006 | Cântec de iubire                   | Alborada                                   |
| 2005–2006 | Iubire de mamă                     | Corazón partido                            |
| 2005–2006 | La Tormenta                        | La Tormenta                                |
| 2005–2006 | Peregrina                          | Peregrina                                  |
| 2005–2006 | Răzbunarea Victoriei               | Olvidarte jamás                            |
| 2005–2006 | Trupul dorit                       | El cuerpo del deseo                        |
| 2005–2007 | Visuri fără preț                   | Soñar no cuesta nada                       |
| 2006      | Cuibul de vipere                   | Cobras & Lagartos                          |
| 2006      | Duelul pasiunilor                  | Duelo de pasiones                          |
| 2006      | Micuța domnișoară                  | Sinhá Moça                                 |
| 2006      | Montecristo                        | Montecristo                                |
| 2006      | Puterea destinului                 | Sıla                                       |
| 2006      | Suflete rănite                     | Heridas de amor                            |
| 2006      | Tărâmul pasiunii                   | Tierra de pasiones                         |
| 2006–2007 | Cele două fețe ale Anei            | Las dos caras de Ana                       |
| 2006–2007 | Iubiri                             | Amores de mercado                          |
| 2006–2007 | Marina                             | Marina                                     |
| 2006–2007 | O lume a fiarelor                  | Mundo de fieras                            |
| 2006–2007 | Pagini de viață                    | Páginas da Vida                            |
| 2006–2007 | Pe tocurile Evei                   | En los tacones de Eva                      |
| 2006–2007 | SOS, viața mea!                    | Sos mi vida                                |
| 2006–2007 | Văduva Blanco                      | La viuda de Blanco                         |
| 2007      | Amazonia                           | Amazônia, de Galvez a Chico Mendes         |
| 2007      | Destine furate                     | Acorralada                                 |
| 2007      | Iubire fără machiaj                | Amor sin maquillaje                        |
| 2007      | Rățușca cea urâtă                  | Patito feo                                 |
| 2007      | RBD, familia                       | RBD, la familia                            |
| 2007      | Tequila cu suflet de femeie        | Destilando amor                            |
| 2007      | Zorro                              | El Zorro, la espada y la rosa              |
| 2007–2008 | Luna fermecată                     | Madre Luna                                 |
| 2007–2008 | Onoare și noblețe                  | Pura sangre                                |
| 2007–2008 | Paradisul blestemat                | Tormenta en el paraíso                     |
| 2007–2008 | Pasiune                            | Pasión                                     |
| 2007–2008 | Pe cuvânt de femeie                | Palabra de mujer                           |
| 2007–2008 | Șapte păcate                       | Sete Pecados                               |
| 2007–2008 | Totul sau nimic                    | Nuevo rico, nuevo pobre                    |
| 2007–2008 | Umbrele trecutului                 | Pecados ajenos                             |
| 2007–2008 | Victoria                           | Victoria                                   |
| 2008      | Amanda O                           | Amanda O                                   |
| 2008      | Focul iubirii                      | Fuego en la sangre                         |
| 2008      | Impostoarea                        | Querida enemiga                            |
| 2008      | Legământul                         | El Juramento                               |
| 2008      | Toantele nu merg în Rai            | Las tontas no van al cielo                 |
| 2008      | Trădarea                           | La traición                                |
| 2008–2009 | Cealaltă față a Analiei            | El rostro de Analía                        |
| 2008–2009 | Doña Bárbara                       | Doña Bárbara                               |
| 2008–2009 | Fără sâni nu există Paradis        | Sin senos no hay paraíso                   |
| 2008–2009 | Iubire cu chip rebel               | Cuidado con el ángel                       |
| 2008–2009 | Împreună pentru totdeauna          | Mañana es para siempre                     |
| 2008–2009 | În numele iubirii                  | En nombre del amor                         |
| 2008–2009 | Valeria                            | Valeria                                    |
| 2009      | Fructul oprit                      | Mi pecado                                  |
| 2009      | India                              | Caminho das Índias                         |
| 2009      | Predestinați                       | Sortilegio                                 |
| 2009–2010 | Cameleonii                         | Camaleones                                 |
| 2009–2010 | Demon și înger                     | Más sabe el diablo                         |
| 2009–2010 | Inimă sălbatică                    | Corazón salvaje                            |
| 2009–2010 | O mare de pasiune                  | Mar de amor                                |
| 2009–2010 | Săracii tineri bogați              | Niños ricos, pobres padres                 |
| 2010      | Căutând-o pe Elisa                 | ¿Dónde está Elisa?                         |
| 2010      | Intrigi și seducție                | Yer Gök Aşk                                |
| 2010      | Iubire blestemată                  | El fantasma de Elena                       |
| 2010      | Jocul seducției                    | Perro amor                                 |
| 2010      | Stăpâna                            | Soy tu dueña                               |
| 2010      | Suflet rătăcit                     | Bella calamidades                          |
| 2010–2011 | Aurora                             | Aurora                                     |
| 2010–2011 | Eva Luna                           | Eva Luna                                   |
| 2010–2011 | Secrete din trecut                 | Cuando me enamoro                          |
| 2010–2011 | Teresa                             | Teresa                                     |
| 2010–2011 | Triumful dragostei                 | Triunfo del amor                           |
| 2011      | Casa de alături                    | La casa de al lado                         |
| 2011      | Dragoste la indigo                 | Dos hogares                                |
| 2011      | Emperatriz                         | Emperatriz                                 |
| 2011      | Forța destinului                   | La fuerza del destino                      |
| 2011      | Inimă de frate                     | Kuzey Güney                                |
| 2011      | Lara                               | Larin izbor                                |
| 2011      | Lola                               | Mi corazón insiste en Lola Volcán          |
| 2011      | Moștenitorii                       | Los herederos del Monte                    |
| 2011      | Regina sudului                     | La reina del Sur                           |
| 2011      | Sub cerul în flăcări               | Cielo rojo                                 |
| 2011–2012 | Patimile inimii                    | Corazón apasionado                         |
| 2011–2012 | Suflet vândut                      | La que no podía amar                       |
| 2012      | Abisul pasiunii                    | Abismo de pasión                           |
| 2012      | Avenida Brasil                     | Avenida Brasil                             |
| 2012      | Dragoste și luptă                  | Amor bravío                                |
| 2012      | Îngeri păzitori                    | Corazón valiente                           |
| 2012      | Legături riscante                  | Relaciones peligrosas                      |
| 2012      | Refugiul                           | Un refugio para el amor                    |
| 2012      | Un colț de rai                     | Cachito de cielo                           |
| 2012–2013 | Iubiri vinovate                    | Amores verdaderos                          |
| 2012–2013 | Îți ordon să mă iubești!           | Porque el amor manda                       |
| 2012–2013 | Que bonito amor                    | Qué bonito amor                            |
| 2012–2013 | Rosa diamante                      | Rosa diamante                              |
| 2012–2013 | Suflet de gheață                   | La otra cara del alma                      |
| 2013      | Chemarea inimii                    | Dama y obrero                              |
| 2013      | Cununa de lacrimi                  | Corona de lágrimas                         |
| 2013      | Diamantul nopții                   | La patrona                                 |
| 2013      | Dragoste de viață                  | Amor à Vida                                |
| 2013      | Floarea din Caraibe                | Flor do Caribe                             |
| 2013      | Furtuna din adâncuri               | La tempestad                               |
| 2013      | Iertare                            | Merhamet                                   |
| 2013      | Îngeri și nobili                   | Bugünün Saraylısı                          |
| 2013      | Maricruz                           | Corazón indomable                          |
| 2013      | Pasiune interzisă                  | Pasión prohibida                           |
| 2013      | Rosario                            | Rosario                                    |
| 2013      | Trandafirul negru                  | Karagül (Black Rose)                       |
| 2013      | Viață de împrumut                  | Mentir para vivir                          |
| 2013–2014 | E scris în stele                   | दो दिल बंधे इक डोरी से (Do Dil Bandhe Ek Dori Se) |
| 2013–2014 | Intrigi în paradis                 | Quiero amarte                              |
| 2013–2014 | În așteptarea dragostei            | तुम्हारी पाखी (Tumhari Paakhi)                   |
| 2013–2014 | Pentru că te iubesc                | De que te quiero, te quiero                |
| 2013–2014 | Santa diabla                       | Santa diabla                               |
| 2013–2014 | Soț de închiriat                   | Marido en alquiler                         |
| 2013–2014 | Spune-mi că ești a mea             | Lo que la vida me robó                     |
| 2013–2014 | Sufletul meu pereche               | सरस्वतीचन्द्र (Saraswatichandra)               |
| 2014      | Complicea                          | La impostora                               |
| 2014      | Culorile iubirii                   | El color de la pasión                      |
| 2014      | Las Bravo                          | Las Bravo                                  |
| 2014      | Regina inimilor                    | Reina de corazones                         |
| 2014      | Señora                             | Señora Acero                               |
| 2014      | Singură pe lume                    | La gata                                    |
| 2014      | Suflet călător                     | En otra piel                               |
| 2014      | Totul pentru tine                  | मेरी आशिकी तुम से ही (Meri Aashiqui Tum Se Hi)    |
| 2014      | Ținutul răzbunării                 | Tierra de reyes                            |
| 2014      | Vise de smarald                    | Corazón esmeralda                          |
| 2014–2015 | Fugara                             | Les Misérables                             |
| 2014–2015 | În umbra trecutului                | La sombra del pasado                       |
| 2014–2015 | Până la capătul lumii              | Hasta el fin del mundo                     |
| 2015      | Dragoste cu împrumut               | Aşk Yeniden                                |
| 2015      | Petale de singurătate              | Kırgın Çiçekler                            |
| 2015      | Stadiul relației: complicat        | İlişki Durumu: Karışık                     |
| 2015      | Vieți schimbate                    | Kara Ekmek                                 |
| 2015–2016 | Cine-i cine?                       | ¿Quién es quién?                           |
| 2015–2016 | Inimi rătăcite                     | टशन-ए-इश्क़ (Tashan-e-Ishq)                  |
| 2015–2016 | Lupta rozelor                      | Güllerin Savaşı                            |
| 2015–2016 | Parola: Te iubesc                  | İnadına Aşk                                |
| 2015–2016 | Pasiune și putere                  | Pasion y poder                             |
| 2015–2017 | Prețul dragostei                   | Kiralık Aşk                                |
| 2016      | Amazoanele: Lupta pentru fericire  | Las amazonas                               |
| 2016      | Destinul Evei                      | Eva la trailera                            |
| 2016      | Iarna răzbunării                   | Kış Güneşi                                 |
| 2016      | O singură privire                  | Bana Sevmeyi Anlat                         |
| 2016      | Secrete în familie                 | Babam ve Ailesi                            |
| 2016      | Vieți la răscruce                  | Kördüğüm                                   |
| 2016–2017 | Dimineți lângă tine                | Despertar contigo                          |
| 2016–2017 | În numele fericirii                | Hayat Şarkısı                              |
| 2016–2017 | Silvana                            | Silvana sin lana                           |

### Telenovele originale
| An   | Titlu original     | Titlu în engleză      | Protagoniști                          |
| ---- | ------------------ | --------------------- | ------------------------------------- |
| 2004 | Numai iubirea      | Only Love             | Corina Dănilă, Alexandru Papadopol    |
| 2005 | Lacrimi de iubire  | Tears of Love         | Dan Bordeianu, Adela Popescu          |
| 2005 | Păcatele Evei      | The Sins of Eve       | Alexandru Papadopol, Oana Zăvoranu    |
| 2006 | Iubire ca în filme | A Movie-Like Romance  | Dan Bordeianu, Adela Popescu          |
| 2006 | Daria, iubirea mea | Daria, My Love        | Victoria Răileanu, Adrian Ștefan      |
| 2007 | Războiul sexelor   | The War of the Sexes  | Diana Dumitrescu, Alexandru Papadopol |
| 2007 | Inimă de țigan     | Gypsy Heart           | Andreea Ibacka, Denis Ștefan          |
| 2008 | Regina             | Regina                | Bogdan Albulescu, Diana Dumitrescu    |
| 2008 | Îngerașii          | Little Angels         | Ioan Isaiu, Adela Popescu             |
| 2008 | Doctori de mame    | Mothers and Doctors   | Medeea Marinescu, Vlad Zamfiresu      |
| 2009 | Aniela             | Aniela                | Mihai Petre, Adela Popescu            |
| 2010 | Iubire și onoare   | In the Name of Honour | Mădălina Drăghici, Radu Vâlcan        |
| 2013 | Îngeri pierduți    | Lost Angels           | Diana Dumitrescu, Ioan Isaiu          |
| 2014 | O nouă viață       | A New Life            | Cristina Ciobănașu, Vlad Gherman      |

## Emisiuni TV
- Acasă în bucătărie (2002–2008, redifuzat în 2014–2016)
- Acasă la români (2015, de la Pro TV Internațional)
- Bingo România (2013)
- CanCan TV (2012–2014)
- Cabral Ibacka (2013–2014)
- Ce se întâmplă doctore? (2016–2021, de la Pro TV)
- Dincolo de poveștiri (2013–2014, redifuzat în 2014–2019)
- Doamne de poveste (2010-2013, redifuzat în 2014)
- Doctorul casei (2013–2014, redifuzat în 2014–2015, 2020–2021)
- Femeia alege (2021)
- Ferma după perdea (2018)
- În al 9-lea cer (2008)
- Lecții de viață (2022–prezent, de la Pro TV)
- MasterChef: Restul e plăcere (2022)
- Mâncare pe care (2022–prezent)
- O seară perfectă (2012–2017, difuzat pe Acasă în Moldova)
- Poveștiri adevărate (2006–2014)
- Poveștiri de noapte (2007–2014)
- Rețeta de acasă (2008–2013)
- Speak și Ștefania - Aventură, strigați: Ura! (2022)
- Survivor Extrashow (2022)
- Survivor România (2022–prezent, de la Pro TV)
- Vorbește lumea (2016, de la Pro TV)
- Vremea de Acasă (2006–2011)
- Zodiacul de acasă (2015–2016)

## Vedete TV
- Majda Aboulumosha
- Cristi Citre
- Max Dragomir
- Chef Radu Dumitrescu
- Zannidache Edmond
- Chef Foa (Florin Scripcă)
- Irina Fodor
- Ana Maria Gheorghe
- Chef Joseph Hadad
- Andreea Ibacka
- Cabral Ibacka
- Elena Lasconi
- Nicoleta Luciu
- Simona Mihăescu
- Ioana Maria Moldovan
- Elena Oprea
- Daniel Pavel
- Adela Popescu
- Mircea Solcanu
- Olivia Steer
- Octavian Strunilă

## Acasă TV HD
Din 6 septembrie 2010, postul de televiziune Acasă TV (fostul Pro 2), parte a companiei de Pro TV, a început să emită în format de înaltă definiție (HD), deocamdată canalul fiind disponibil doar pentru abonații operatorului Vodafone România (fostul UPC România), al doilea furnizor de servicii de televiziune pe piața locală, prima oară.
Din 28 august 2017, simulcastul a primit numele Pro 2 HD odată cu rebranding-ul variantei SD, a doua oară.
Din 4 aprilie 2022, simulcastul a primit numele Acasă TV HD (fostul Pro 2 HD) odată cu rebranding-ul variantei SD, a treia oară.

## Acasă în Moldova
De la 1 decembrie 2012, Republica Moldova are o versiune proprie a acestui canal TV, operată de Pro Digital SRL. Odată cu rebrandul Pro TV Chișinău pe 29 august 2017, Acasă în Moldova a fost înlocuit cu feed-ul Pro 2 București, emisiunea TV O seară perfectă fiind mutată pe Pro TV Chișinău iar emisiunea TV Muzica de Acasă a fost anulată.
Pe lângă serialele TV preluate de la varianta românească, postul TV transmite și câteva emisiuni TV proprii și publicitate locală.
Acasă în Moldova se recepționa în toate rețelele de cablu și DTH din Moldova, în format SD.

### Emisiuni TV proprii
- O seară perfectă — talk-show cu Natalia Cheptene,[86] apoi cu Rodica Ciorănică[87]
- Muzica de Acasă — expoziție de videoclipuri noi, prezentată de Vlada Cerbușca[88]